# Phlegmatospermum richardsii
Phlegmatospermum richardsii är en korsblommig växtart som först beskrevs av Ferdinand von Mueller, och fick sitt nu gällande namn av Elizabeth Anne Shaw. Phlegmatospermum richardsii ingår i släktet Phlegmatospermum och familjen korsblommiga växter. Inga underarter finns listade i Catalogue of Life.